# Поки станиця спить (телесеріал)
«Поки станиця спить» — українсько-російський історичний телесеріал 2013 року, що оповідає про життя в українському селі на зламі ХІХ — ХХ століть. Телесеріал сфільмований в Україні.

## Синопсис
Події розгортаються у одному із українських сіл. Красива молода козачка Марися Сотник виросла в атмосфері любові батька — будь-яка примха її одразу беззаперечно виконувались. 
Але доля зводить її з молодим дворянином Степаном, який приїжджає в станицю зі своєю коханою Оленою, щоб дівчину насильно не віддали в шлюб з нелюбим купцем Петром Колевановим. Купець годиться в батьки Олені, але її батьків це не бентежить — адже настільки вдала партія забезпечить майбутнє дочки, а вони самі зможуть поправити своє матеріальне становище за рахунок підприємливого зятя. Після того, як донька втекла з дому, родина опинилася зганьбленою настільки, що вдало, а швидше за все, взагалі одружитися Олені б уже не вдалося. Але Колеванов не відступився і взявся повернути «майбутню наречену» в рідну домівку і насильно одружитися з нею. Степан та Олена, ховаючись від батьківського гніву і збираючись таємно побратися, знімають будинок у однієї з жительок станиці, називаючись братом і сестрою.
На своє нещастя Степан рятує від вірної загибелі Марисю Сотник, яку понесла норовиста коняка. Марися закохується в рятівника і готова за будь-яких умов одружитися з видним хлопцем. Тому, отримавши від Степана відмову, вона вирішує помститися.

## У ролях
- Зоряна Марченко — Марися Сотник — головна роль
- В'ячеслав Дробинков — Степан Грушин — головна роль
- Дар'я Єгорова — Ольга Рогожина — головна роль
- Катерина Олькіна — Альона Скорнякова — головна роль
- Олександр Мохов — Петро Аверьяновіч Колеванов — головна роль
- Анатолій Хостікоєв — Гаврило Петрович (отаман) — головна роль
- Дмитро Назаров — Григорій Сотник
- Олеся Жураківська — козачка Любаша
- Георгій Хостікоєв — Богдан Чалий (козак)
- Артем Алексєєв — Сотник Федір
- Дмитро Арбенин — Нікола (Микола Сотник)
- Володимир Горянський — Тимофій Сорока
- Станіслав Боклан — Козьма
- Єва Авеєва — Катюша
- Наталія Сумська — Віра (дружина Гаврила Петровича)
- Дарина Пітерова — Глаша
- Надія Костюк-Маркова — Зося
- Ганна Саліванчук — Анфіса
- Сергій Дерев'янко — Ігнатій Сичкин
- Олександр Кобзар — Ілля Савелійович Рогожин
- Галина Безрук — Оксана
- Ольга Бережна — Моніка, служниця
- Віталій Іванченко — Михайло Іванович Гладиш (поліцейський пристав)
- Юрій Яковлєв-Суханов — Костянтин
- Андрій Тартаків — Семен, шинкар
- Олександр Гетьманський — Тихон Федорович Скорняков
- Світлана Потаніна — Варвара Миколаївна
- Інна Мірошниченко — Софія Грушина, мати Степана
- Олег Примогенов — Іларіон Грушин, батько Степана
- Тетяна Шеліга — господиня
- Михайло Аугуст — жандарм
- Олександр Ярема — Карасик, кредитор
- Максим Запісочний — Мирошка
- Юрій Євсюков — Серафим
- Альбіна Кабаліна — Дуняша
- Алла Сергійко — Ликера
- Ігор Портянко — Булига
- Андрій Межуліс — Борис Кучнєв, адвокат
- Алла Масленникова — мати Мухи
- Ольга Васильєва — Устина
- Владлена Дедкова - Марфуша
- Андрій Павленко — Панков (Тит)
- Тетяна Ляліна — Грушенька
- Миша Хоменко — Коська
- Максим Сачков — Васька
- Богдан Юсипчук — Тарас
- Олександр Феклістов — Максимиллиан Горюхін, актор
- Марія Хомутова — Анюта
- Кирило Запорозький — Олександр Лежнев, далекий родич Колеванова
- Костянтин Чорнокрилюк — посильний
- Віталіна Біблів — баба 1
- Євген Сморигін — козак
- Олена Турбал — Тетяна, гувернантка Колеванова
- Олесь Каціон — Семенов
- Олександр Попов — Авдюшко
- Павло Левицький — Петро, козак

## Творча група
- Сценарій — Наталія Козловська, Андрій Козловський
- Режисери — Олександр Мохов, Антон Гойда
- Продюсери — Олексій Целіхін, Володимир Дубровін, Валентин Опалєв

## Фільмування
Фільмування серіалу проходили влітку 2013 року в місті Глухові Сумської області біля будинку поліклінічного відділення лікарні та на території Замку-музею Радомисль на Житомирщині.

## Саундтрек
Саундтрек до «Поки станиця спить»: Юта — Коханий Мій.